# Maiden Voyage (composition)
Maiden Voyage est une composition de Herbie Hancock, issue de son album de 1965 Maiden Voyage. C'est l'une des compositions les plus connues de Hancock et elle est devenue un standard de jazz.

## Historique
Pour le premier enregistrement de 1965, le quartet de Hancock est constitué du trompettiste Freddie Hubbard, du bassiste Ron Carter et du batteur Tony Williams, avec en plus le saxophoniste George Coleman.
La pièce figure à l'origine sur la bande master de l'album sous le nom de TV Jingle, jusqu'à ce que la sœur de Hancock propose le nouveau nom de Maiden Voyage (Voyage inaugural ou Premier voyage). Dans les notes de l'album Maiden Voyage, Hancock décrit sa composition comme une tentative de capturer « la splendeur d'un navire lors de son voyage inaugural ».
Lors d'une interview pour KCET TV en 2011, Hancock indique qu'il considère Maiden Voyage comme sa composition préférée.

## Structure harmonique
Maiden Voyage s'inscrit dans le courant du jazz modal. Il respecte une forme AABA de 32 mesures avec seulement deux accords dans chaque section, :
```
A
mi
7/D   |   |   |   |   C
mi
7/F    |   |   |   |
A
mi
7/D   |   |   |   |   C
mi
7/F    |   |   |   |
Bb
mi
7/Eb |   |   |   |   Ab
mi
7/Db  |   |   |   |
A
mi
7/D   |   |   |   |   C
mi
7/F    |   |   |   |   
```

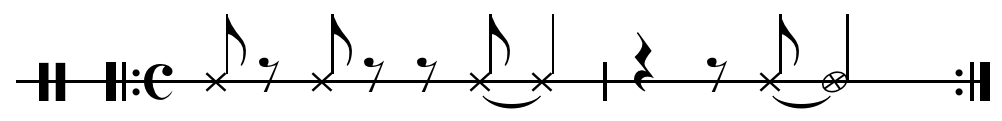
Ostinato rythmique, une transformation du rythme de bossa nova.

Ces accords peuvent être analysés de plusieurs façons. Les accords sont notés dans The Real Book comme des accords de septième mineure avec ajout d'une basse une quinte sous la fondamentale, ce qui correspond à la description de Hancock de l'accord d'ouverture (à droite). Avec cette notation, le premier accord est un Am7 avec un D à la basse.
On considère également souvent chaque accord comme un accord suspendu. Dans cette perspective, le premier accord Am7/D (D, A, C, E, G) peut être considéré comme un accord Dm9 (D, F, A, C, E) avec une quarte suspendue (G au lieu de F), souvent noté Dsus4,.
Les voicings d'Hancock utilisent abondamment des quartes justes et peuvent être interprétés comme des harmonies quartales (en) : par exemple, le premier accord est composé des notes A, C, E, G, D, et les mêmes notes dans un autre ordre produisent une série de quartes justes créant un accord quartal E, A, D, G, C.

## Enregistrements
- Herbie Hancock, sur son album Maiden Voyage
- Bobby Hutcherson, sur son album Happenings
- Ramsey Lewis, sur son album Maiden Voyage
- Grant Green, sur l'album Alive!
- Brian Auger & the Trinity, sur l'album de 1970 Befour[10]
- Blood, Sweat, and Tears, groupe de jazz-rock, sur leur album de 1972 New Blood
- Le groupe de rock Phish a interprété la chanson lors de leurs premiers concerts. Une version live est sortie sur leur album Colorado '88
- Toto, sur leur album de 2002 Through the Looking Glass. Cet enregistrement comprenait des éléments de la chanson Butterfly de Hancock en 1974
- Robert Glasper, sur son album Mood de 2004[11]. Il l'a enregistré à nouveau sur son album de 2007 In My Element, cette fois en medley avec Everything in Its Right Place de Radiohead